# Château-sur-Epte
Château-sur-Epte és un municipi francès situat al departament de l'Eure i a la regió de Normandia. L'any 2007 tenia 580 habitants.

## Demografia

### Població
El 2007 la població de fet de Château-sur-Epte era de 580 persones. Hi havia 212 famílies, de les quals 44 eren unipersonals (28 homes vivint sols i 16 dones vivint soles), 48 parelles sense fills, 108 parelles amb fills i 12 famílies monoparentals amb fills.
La població ha evolucionat segons el següent gràfic:
Habitants censats

### Habitatges
El 2007 hi havia 234 habitatges, 209 eren l'habitatge principal de la família, 8 eren segones residències i 17 estaven desocupats. 206 eren cases i 26 eren apartaments. Dels 209 habitatges principals, 182 estaven ocupats pels seus propietaris, 23 estaven llogats i ocupats pels llogaters i 4 estaven cedits a títol gratuït; 6 tenien una cambra, 9 en tenien dues, 28 en tenien tres, 62 en tenien quatre i 104 en tenien cinc o més. 153 habitatges disposaven pel capbaix d'una plaça de pàrquing. A 94 habitatges hi havia un automòbil i a 101 n'hi havia dos o més.

### Piràmide de població
La piràmide de població per edats i sexe el 2009 era:
| Homes | Edats   | Dones |
| ----- | ------- | ----- |
| 4     | 95 o +  | 4     |
| 0     | 90 a 94 | 4     |
| 0     | 85 a 89 | 4     |
| 0     | 80 a 84 | 4     |
| 4     | 75 a 79 | 4     |
| 8     | 70 a 74 | 8     |
| 16    | 65 a 69 | 4     |
| 8     | 60 a 64 | 4     |
| 4     | 55 a 59 | 8     |
| 20    | 50 a 54 | 4     |
| 36    | 45 a 49 | 20    |
| 32    | 40 a 44 | 32    |
| 32    | 35 a 39 | 48    |
| 28    | 30 a 34 | 16    |
| 12    | 25 a 29 | 16    |
| 24    | 20 a 24 | 4     |
| 32    | 15 a 19 | 36    |
| 52    | 10 a 14 | 32    |
| 24    | 5 a 9   | 28    |
| 32    | 0 a 4   | 8     |

## Economia
El 2007 la població en edat de treballar era de 417 persones, 302 eren actives i 115 eren inactives. De les 302 persones actives 270 estaven ocupades (151 homes i 119 dones) i 32 estaven aturades (13 homes i 19 dones). De les 115 persones inactives 24 estaven jubilades, 57 estaven estudiant i 34 estaven classificades com a «altres inactius».

### Ingressos
El 2009 a Château-sur-Epte hi havia 216 unitats fiscals que integraven 606 persones, la mediana anual d'ingressos fiscals per persona era de 19.600 €.

### Activitats econòmiques
Dels 20 establiments que hi havia el 2007, 1 era d'una empresa extractiva, 1 d'una empresa de fabricació d'altres productes industrials, 7 d'empreses de construcció, 3 d'empreses de comerç i reparació d'automòbils, 1 d'una empresa d'hostatgeria i restauració, 1 d'una empresa immobiliària, 3 d'empreses de serveis, 2 d'entitats de l'administració pública i 1 d'una empresa classificada com a «altres activitats de serveis».
Dels 9 establiments de servei als particulars que hi havia el 2009, 1 era un taller de reparació d'automòbils i de material agrícola, 3 guixaires pintors, 1 lampisteria, 2 electricistes, 1 perruqueria i 1 agència immobiliària.
L'any 2000 a Château-sur-Epte hi havia 6 explotacions agrícoles.

## Equipaments sanitaris i escolars
L'únic equipament sanitari que hi havia el 2009 era una farmàcia.
El 2009 hi havia una escola elemental.

## Poblacions més properes
El següent diagrama mostra les poblacions més properes.